# ابرهای سیاه و روزنه‌های امید
ابرهای سیاه و روزنه‌های امید (به انگلیسی: Black Clouds & Silver Linings) دهمین آلبوم گروه موسیقی دریم تیتر است. این آلبوم در سال ۲۰۰۹ پخش شد و آخرین آلبومی است که شامل مایک پورتنوی نوازنده درام گروه است.
آلبوم پس از پخش نقدهای عمدتاً مطلوبی را دریافت کرد. مایک پورتنوی این آلبوم را آلبومی از دریم تیتر توصیف می‌کند که تمام قطعات «زندان شیشه‌ای»* «اکتاواریوم»*، «تغییر فصل‌ها»*، «آموختن زندگی»* و «پل می آندر»* را یکجا درخود دارد. ترانه‌های این آلبوم توسط پورتنوی و جان پتروچی نوشته شده‌است. قطعهٔ «بهترین دوران»* را پورتنوی درباره پدر خود ساخته است که بر اثر سرطان جان خود را از دست داد.
این آلبوم یک نسخهٔ ویژهٔ سه دیسکی دارد که شامل چند آهنگ بازخوانی شدهٔ گروه از کینگ کریمسون، رینبو، کوئین ،آیرن میدن، زبرا، و دیکسی درگ و نسخهٔ بی‌کلام آلبوم است.

## فهرست ترانه‌ها
| شماره      | نام                                                                           | سراینده      | مدت                        |
| ---------- | ----------------------------------------------------------------------------- | ------------ | -------------------------- |
| ۱.         | «A Nightmare to Remember»                                                     | جان پتروچی   | ۱۶:۱۰                      |
| ۲.         | «A Rite of Passage»                                                           | پتروچی       | ۸:۳۶                       |
| ۳.         | «Wither» (موسیقی: پتروچی)                                                     | پتروچی       | ۵:۲۵                       |
| ۴.         | «The Shattered Fortress - "X. Restraint" - "XI. Receive" - "XII. Responsible» | مایک پورتنوی | ۱۲:۴۹ - ۵:۲۵ - ۳:۵۸ - ۴:۲۶ |
| ۵.         | «The Best of Times»                                                           | پورتنوی      | ۱۳:۰۹                      |
| ۶.         | «The Count of Tuscany»                                                        | پتروچی       | ۱۹:۱۶                      |
| مجموع مدت: | مجموع مدت:                                                                    | مجموع مدت:   | ۷۵:۲۵                      |

## دست‌اندرکاران
دریم تیتر
- جیمز لابری -خواننده
- جان پتروچی - گیتار، همخوان، تهیه‌کننده
- مایک پورتنوی - درامز، همخوان، تهیه‌کننده، ساز کوبه‌ای
- جردن رودس - کیبورد، کانتینوم، لپ استیل گیتار
- جان میانگ - گیتار بیس

نوازنده مهمان
- جری گودمن - ویولن